# Trott's Pond
Trott's Pond je malo jezero na sjeveroistoku Bermuda. Kao i mnoga Bermudska jezera, ono je boćato jer se nalazi blizu Atlantskog oceana.
Jezero se nalazi u župi Hamilton istočno od Harrington Sounda i 800 metara sjeveroistočno od većeg Jezera mangrova.